# Green Belt Movement
Green Belt Movement, förkortat GBM, kenyansk miljörörelse grundad 1977 av Wangari Maathai, som 2004 tilldelades Nobels fredspris för sitt arbete. Rörelsen har även blivit tilldelad Right Livelihood Award (1984).